# نا این وو
نا جونگ چان (کره‌ای: 나종찬؛ زادهٔ ۱۷ سپتامبر ۱۹۹۴) که بیشتر با نام هنری نا این وو (کره‌ای: 나인우) شناخته می‌شود، بازیگر اهل کره جنوبی است. او به خاطر ایفای نقش در آقای ملکه (۲۰۲۰–۲۰۲۱)، طلوع ماه در رودخانه (۲۰۲۱) و با شوهرم ازدواج کن (۲۰۲۴) شناخته می‌شود. او از سال ۲۰۲۲ یکی از اعضای ورایتی شوی ۲ روز و ۱ شب است.